# Stenoria apicalis
Stenoria apicalis là một loài bọ cánh cứng trong họ Meloidae. Loài này được Latreille miêu tả khoa học năm 1804.